# 帕克冰川
73°47′S 165°33′E / 73.783°S 165.550°E
帕克冰川是南極洲的冰川，位於維多利亞地的博克格雷溫克海岸，處於登山家山脈，流經蒙蒂格爾山，最終注入紐恩斯夫人灣，美國地質調查局根據測量和該國海軍的空中照片繪入地圖。